# Vastagcsőrű nádiposzáta
A vastagcsőrű nádiposzáta (Arundinax aedon) a verébalakúak (Passeriformes) rendjébe, ezen belül a nádiposzátafélék (Acrocephalidae) családjába  és az Arundinax nembe tartozó egyetlen faj.

## Rendszerezése
A fajt Peter Simon Pallas német zoológus és botanikus írta le 1776-ban, a Muscicapa nembe Muscicapa Aëdon néven. Besorolása vitatott, egyes szervezetek az Acrocephalus, az Arundinax vagy  Iduna nembe, vagy csak ezt a fajt tartalmazó Phragmaticola (illetve Phragamaticola nembe sorolják.

## Alfajai
- Arundinax aedon aedon (Pallas, 1776) – költési területe délközép-Szibéria és északnyugat-Mongólia, télen Nepáltól dél-Indiáig és Thaiföldig vonul;
- Arundinax aedon stegmanni (Watson, 1985) – költési területe kelet-Szibériától délkelet-Oroszországig és északkelet-Kínáig, télen Délkelet-Ázsia északi részére vonul.

## Előfordulása
Kínában, Mongóliában és Oroszországban fészkel, telelni Banglades, Bhután, Dél-Korea, Észak-Korea, Kambodzsa, Hongkong, India, Japán, Laosz, Malajzia, Mianmar, Nepál, Thaiföld és Vietnám területére vonul. Észlelték az Egyesült Királyságban és Egyiptomban is.
Természetes élőhelyei a mérsékelt övi gyepek, mocsarak, lápok, folyók és patakok környékén, valamint ültetvények, szántóföldek és vidéki kertek.

## Megjelenése
Testhossza 19 centiméter, testtömege 22-31 gramm.

## Életmódja

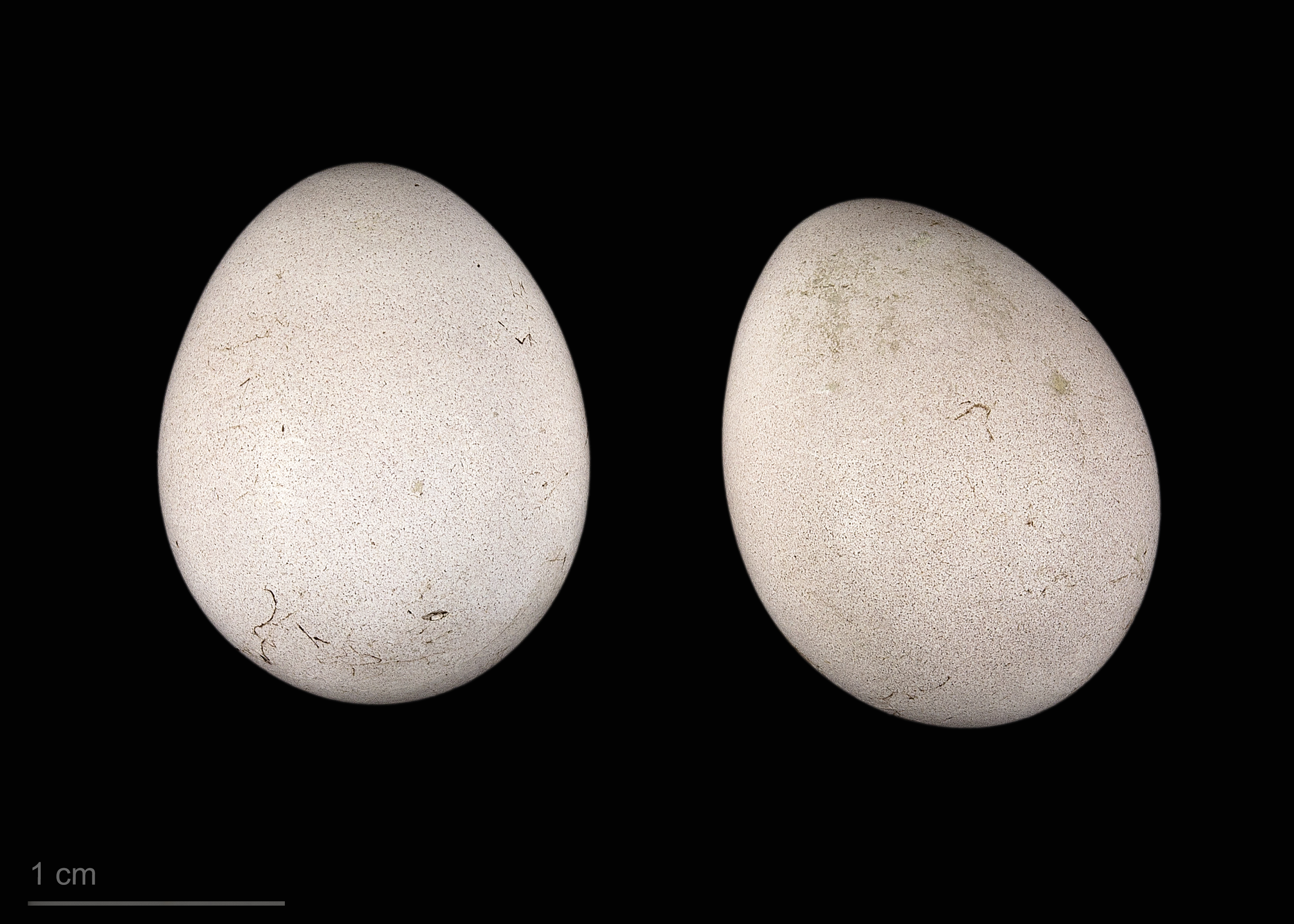
Tojásai

Rovarokkal táplálkozik. Júniusban és júliusban költ. Fészekalja 5-6 tojásból áll.

## Természetvédelmi helyzete
Az elterjedési területe rendkívül nagy, egyedszáma viszont csökken. A Természetvédelmi Világszövetség Vörös listáján nem fenyegetett fajként szerepel.

## Fordítás
- Ez a szócikk részben vagy egészben  a   Thick-billed warbler című angol Wikipédia-szócikk fordításán alapul.  Az eredeti cikk szerkesztőit annak laptörténete sorolja fel. Ez a jelzés csupán a megfogalmazás eredetét és a szerzői jogokat jelzi, nem szolgál a cikkben szereplő információk forrásmegjelöléseként.